# Pleosporales
Die Pleosporales sind eine Ordnung der Schlauchpilze.

## Merkmale
Die Pleosporales sind aufgrund ihrer Größe außerordentlich vielfältig. Ein gemeinsames Merkmal der Pleosporales ist das Vorkommen sogenannter Pseudoparaphysen. Die meisten Arten haben auch uniloculate Fruchtkörper, d. h., mit einer einzigen Vertiefung. Das Vorkommen und Aussehen von bestimmten Strukturen wie Papillae und Ostiolen (eine winzige, oberflächliche Öffnung) ist familienspezifisch. Die Schläuche sind bitunikat, meist fissitunikat, meist zylindrisch, keulig oder zylindrisch-keulig, selten auch sphärisch. Manche Gattungen haben einen großen apikalen, inamyloiden Ring (z. B. in der Gattung Massaria). Die Ascosporen können hyalin oder gefärbt sein.

## Lebensweise und Verbreitung
Die Pleosporales sind weltweit verbreitet und leben in einer Vielzahl von Habitaten. Sie können epiphytisch, endophytisch auf lebenden Blättern oder Stängeln oder Borke, sowie parasitisch, kommensalisch oder saprob vorkommen. Manche Arten leben hyperparasitisch auf Pilzen oder Insekten oder leben mit Algen als Flechten. Mehrere Familien haben auch Arten mit wasserlebender Lebensweise, nämlich Aigialaceae, Morosphaeriaceae, Lentitheciaceae, Lindgomycetaceae und Amniculicolaceae.

## Systematik und Taxonomie
Die Unterklasse der Pleosporomycetidae wurde 2006 von Schoch und Kollegen (2006) beschrieben, die phylogenetisch zusammengehörten und als Merkmal Pseudoparaphysen besitzen. Sie enthielt zunächst nur die Ordnung der Pleosporales und eine einzelne außen stehende Art Lophium mytilinum. Andere Ordnungen der Hysteriales, Mytilinidiales  und Jahnulales wurden nachträglich in die Unterklasse gestellt, wodurch die Unterklasse nicht mehr monotypisch war.
Die Pleosporales bilden die größte Ordnung der Klasse mit 332 Gattungen und über 4700 Arten in 28 Familien, wobei noch nicht alle phylogenetisch abgesichert sind.
- Unterordnung Pleosporineae
  - Familie Pleosporaceae
  - Familie Cucurbitariaceae
  - Familie Leptosphaeriaceae
  - Familie Phaeosphaeriaceae
  - Familie Didymellaceae
  - Familie Didymosphaeriaceae
  - Familie Dothidotthiaceae
- Unterordnung Massarinae
  - Familie Lentitheciaceae
  - Familie Massarinaceae
  - Familie Montagnulaceae
  - Familie Morosphaeriaceae
  - Familie Trematosphaeriaceae
- andere Familien innerhalb der Pleosporales
  - Familie Aigialaceae
  - Familie Amniculicolaceae
  - Familie Arthopyreniaceae
  - Familie Delitschiaceae
  - Familie Diademaceae
  - Familie Hypsostromataceae
  - Familie Leptosphaeriaceae
  - Familie Lophiostomataceae
  - Familie Lindgomycetaceae
  - Familie Melanommataceae
  - Familie Montagnulaceae
  - Familie Phaeosphaeriaceae
  - Familie Pleomassariaceae
    - Silberschorf (Helminthosporium solani)

  - Familie Sporormiaceae
  - Familie Teichosporaceae
  - Familie Tetraplosphaeriaceae
  - Familie Zopfiaceae